# 堤達男
堤 達男（つつみ たつお、1918年〈大正7年〉10月18日 - 1988年〈昭和63年〉）は、日本の彫刻家、教育者。
構造社会友、静岡県立松崎高等学校講師、鳩巣会会長（初代）、社団法人日展会員などを歴任した。

## 来歴
静岡県出身の彫刻家である。日本美術展覧会での特選を機に評価を確立し、伊豆半島で制作に勤しんだ。また、高等学校にて教鞭を執り、後進の育成にも務めた。彫刻家集団である「鳩巣会」では会長に推戴された。

### 生い立ち
1918年（大正7年）10月18日、静岡県賀茂郡仁科村にて生まれた。幼いころより美術に関心を持ち、彫刻家になることを志望していた。静岡県立豆陽中学校に進学して学ぶ。上京して1936年（昭和11年）に東京美術学校に進学し、彫刻科で学んだ。在学中より作品を発表するなど精力的に活動しており、新文部省美術展覧会には入選を2回果たしている。また、構造社の会友となった。1941年（昭和16年）に東京美術学校を卒業した。
太平洋戦争の戦火が激しくなる中、召集され1943年（昭和18年）3月に入営した。ラバウル周辺を転戦する。太平洋戦争終結後、復員し1946年（昭和21年）5月に帰国した。

### 彫刻家として

『徳川家康公之像』（駿府城公園）

復員後は故郷の静岡県賀茂郡仁科村に戻り、本格的に彫刻に取り組むようになる。『自由の樹を植えるために』が高く評価され、1947年（昭和22年）10月に日本美術展覧会にて特選となった。これにより新進気鋭の彫刻家としての立場を確立した。これ以降、日本美術展覧会においては無鑑査で出品が認められるようになる。
1949年（昭和24年）より静岡県立松崎高等学校で講師として教壇に立ち、美術を講じた。さらに校内に美術部を創設した。1949年（昭和24年）から1955年（昭和30年）にかけて堤の教育を受けて感銘を受けた生徒らが集い、やがて堤の門弟となっていった。1963年（昭和38年）、堤の門弟を中心とする彫刻家集団「鳩巣会」が結成されることになり、堤はその会長に就任した。
なお、1960年（昭和35年）には日本美術展覧会の委託作家となっている。1964年（昭和39年）には他国の美術事情を視察するため欧米7か国を外遊した。1965年（昭和40年）には日本美術展覧会の審査員に就任しており、1966年（昭和41年）には日展の会員となった。1977年（昭和52年）には中華人民共和国や台湾を視察するため外遊した。1988年（昭和63年）に死去した。

## 作風

『茶やぶきた種生みの親杉山彦三郎翁像』（駿府城公園）

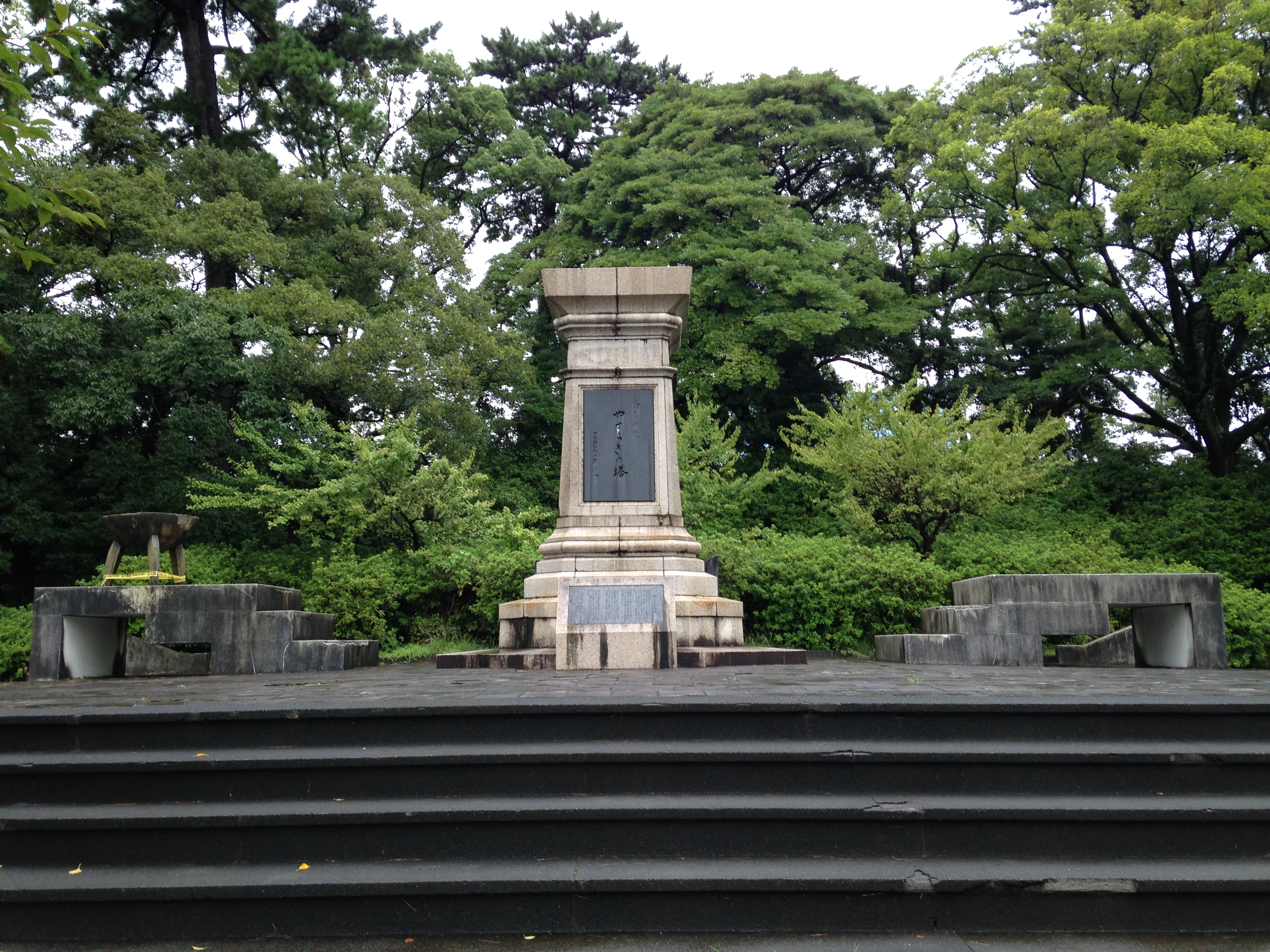
撤去された『やすらぎの塔』の跡（駿府城公園）

特徴
専門は彫塑であり、特に人物像を数多く制作していた。その作品は雄大さや力強さが特徴であると評されている。また、彫刻とは本来屋外にあるべきものだと主張していた。これまでの業績が評価され、1967年（昭和42年）に静岡県文化奨励賞が授与されている。
堤の門弟を中心とする「鳩巣会」は、日展会員の松田裕康や日展会友の平馬學をはじめ多くの彫刻家を輩出している。門弟らは静岡県を中心に芸術活動を展開しており、その門流が継承されている。
駿府城公園
静岡県静岡市の駿府城公園には『やすらぎの塔』や『徳川家康公之像』など複数の作品が設置されており、特にこの2作品は代表作の一つとされてきた。『やすらぎの塔』は戦没学徒を追悼する慰霊碑として1958年（昭和33年）11月に建立されたものだが、2001年（平成13年）4月の地震により撤去されることになった。それ以来、塔の再建を求める署名活動が市民の間で起きるなど、長年に亘って塔の再建を求める運動が展開されてきた。2020年（令和2年）には復元を求める署名が市長の田辺信宏らに提出された。その後、2023年（令和5年）に市長が田辺から難波喬司に交代すると、2024年（令和6年）7月になって難波が『やすらぎの塔』再建を表明し、再建に向けて動き始めた。
国道136号
静岡県下田市から三島市に至る国道136号には、堤による『聞声』や堤の門弟による作品が林立している区間があり、「富士見彫刻ライン」の異称で呼ばれている。
新下田橋
静岡県下田市の新下田橋には人魚像が建立されている。1957年（昭和32年）に橋が竣工すると、その欄干に彫刻を設置することになり、堤が手掛けることになった。堤は四季を表す4体の人魚像を制作し、1958年（昭和33年）に設置した。この4体の人魚像は下田市役所のウェブサイトにて「下田まち遺産」の一つとして紹介されている。
日本大学三島高等学校
静岡県三島市の日本大学三島高等学校には『希望の像』と『思索の像』の2体が建立されている。

## 家族・親族
息子の堤直美も彫刻家として知られている。

## 門弟
- 松田裕康[4]
- 平馬學[4]
- 高橋忠[4]
- 大場加代子[4]
- 高橋哲男[4]
- 山本利治[4]

## 略歴

『鈴木梅太郎先生像』（静岡県立大学草薙キャンパス）

- 1918年 - 静岡県賀茂郡仁科村にて誕生[1]。
- 1941年 - 東京美術学校彫刻科卒業[1]。
- 1943年 - 入営[1][2]。
- 1946年 - 復員[1][2]。
- 1949年 - 静岡県立松崎高等学校講師[2]。
- 1960年 - 日本美術展覧会委託作家[2]。
- 1963年 - 鳩巣会会長[1]。
- 1965年 - 日本美術展覧会審査員[1][3]。
- 1966年 - 日展会員[3]。
- 1988年 - 死去[1]。

## 賞歴
- 1947年 - 日本美術展覧会特選[1][2]。
- 1967年 - 静岡県文化奨励賞[1][3]。

## 著作

### 編纂
- 堤達男編『堤達男彫刻集』堤達男、1980年。NCID BB13979774

## 作品
- 自由の樹を植えるために（1947年）[1]
- 清水次郎長像（1952年）[4]
- やすらぎの塔（1958年）[5]
- 草原を駆ける男（1962年）[1]
- 茶やぶきた種生みの親杉山彦三郎翁像（1962年）
- 登呂の人々（1970年）[2]
- 鈴木梅太郎先生像（1973年）
- 徳川家康公之像（1973年）

### 註釈
1. ↑  静岡県賀茂郡仁科村は、田子村と合併し、1956年に西伊豆町が設置された。
2. ↑  静岡県立豆陽中学校は改組され、1948年に静岡県立下田第一高等学校が設置された。
3. ↑  東京美術学校は、東京音楽学校と統合され、1949年に東京芸術大学が設置された。
4. ↑  新文部省美術展覧会は改組され、1946年に日本美術展覧会が開催された。
5. ↑  日本美術展覧会は改組され、1969年に改組日本美術展覧会が開催された。